# Chris Kutschera
 (juillet 2013).
Paul Maubec connu sous le nom de Chris Kutschera est un journaliste et écrivain français, né le 13 mai 1938 à Bois-Guillaume et mort le 1er août 2017 à Guéret,.
Il est spécialisé sur le Moyen-Orient et particulièrement sur la cause kurde.

## Ouvrages
- Le Mouvement national kurde, Flammarion, 1979
- Le Défi kurde ou le Rêve fou d'indépendance, Bayard Éditions, 1997
- Le Kurdistan, Guide littéraire, Éditions Favre, 1998
- Le Livre noir de Saddam Hussein, Oh ! Éditions, 2005
- Kurdistan : histoires, KRG-GKI, 2007
- La Longue Marche des Kurdes 40 ans de reportage au Kurdistan, JePublie, 2011